# Elijah H. Mills
Elijah Hunt Mills, född 1 december 1776 i Chesterfield, Massachusetts, död 5 maj 1829 i Northampton, Massachusetts, var en amerikansk politiker.
Han avlade 1797 sin grundexamen vid Williams College. Han studerade därefter juridik och arbetade sedan i Northampton först som advokat, senare som distriktsåklagare. Han var ledamot av Massachusetts House of Representatives, underhuset i delstatens lagstiftande församling, 1811-1814 och 1819-1820, det sista året som talman. Han blev 1814 invald som federalist i USA:s representanthus. Han var ledamot av representanthuset 1815-1819 och ledamot av USA:s senat 1820-1827.
Hans grav finns på Bridge Street Cemetery i Northampton.